# Ytterby grube
Ytterby grube, ligger i Resarö i Stockholms skærgård i Vaxholms kommune, nordvest for Stockholm. Gruben er kendt for sine mineralforekomster, og der er fundet en række grundstoffer i byens mine, der efterfølgende er blevet navngivet og/eller opkaldt efter byen.
Det drejer sig om følgende grundstoffer:
- I 1843 opdagede den svenske kemiker Carl Gustaf Mosander de to nye grundstoffer yttrium (Y) og terbium (Tb).
- I 1878 opdagede schweizeren Jean-Charles G de Marignac en komponent som kaldes ytterbia af hvilken grundstoffet ytterbium (Yb) kan udskilles.
- I 1879 opdagede svenskerne Per Teodor Cleve og Lars Fredrik Nilsson grundstofferne erbium (Er), holmium (Ho), scandium (Sc), samt thulium (Tm).

59°25′35″N 18°21′13″Ø / 59.4265°N 18.353525°Ø